# Alan Ruck
Alan Ruck (Cleveland, 1º luglio 1956) è un attore statunitense.

## Biografia
Frequenta la Parma Senior High School di Parma, in Ohio, e si laurea alla University of Illinois. Debutta a teatro nell'opera Biloxi Blues (poi portato sul grande schermo come Frenesie... militari) di Neil Simon, a fianco di Matthew Broderick. Il suo primo film è Class (1983), seguito da una serie di film per la televisione. Nel 1986 ha il ruolo più importante da non protagonista in Una pazza giornata di vacanza, di nuovo al fianco di Broderick.
Nel 1990 ottiene un ruolo importante in Young Guns II - La leggenda di Billy the Kid, e nel 1994 il ruolo del capitano Harriman nel film di Star Trek, Generazioni. Dal 1996 al 2002 è parte del cast, insieme a Michael J. Fox e in seguito Charlie Sheen, della serie televisiva Spin City, per un totale di sei stagioni. Lo stesso anno interpreta uno dei cacciatori di tornado nel film catastrofico Twister di Jan de Bont.
Gli anni duemila lo vedono ospite in numerose serie televisive come CSI - Scena del crimine, Numb3rs, Boston Legal, Greek - La confraternita, Cougar Town e altre. Le apparizioni più recenti sul grande schermo lo vedono in E venne il giorno (2008), di M. Night Shyamalan con Mark Wahlberg, e in Misure straordinarie (2010) di Tom Vaughan, con Harrison Ford e Brendan Fraser. Nel 2006 prende parte alle riprese del film amatoriale Star Trek: Of Gods and Men sempre nel ruolo del capitano John Harriman.

## Vita privata
Nel 1984 sposa Claudia Stefany dalla quale ha due figli, Emma e Sam; la coppia divorzia nel 2005. Si risposa nel 2008 con l'attrice Mireille Enos, dalla quale ha due figli, Vesper Vivianne, nata nel 2010, e Larkin Zouey, nato nel 2014.

## Filmografia

### Cinema
- Bad Boys, regia di Rick Rosenthal (1983)
- Class, regia di Lewis John Carlino (1983)
- Una pazza giornata di vacanza (Ferris Bueller's Day Off), regia di John Hughes (1986)
- In tre si litiga meglio (Three for the Road), regia di Bill L. Norton (1987)
- I maledetti di Broadway (Bloodhounds of Broadway), regia di Howard Brookner (1989)
- In fuga per tre (Three Fugitives), regia di Francis Veber (1989)
- Young Guns II - La leggenda di Billy the Kid (Young Guns II), regia di Geoff Murphy (1990)
- Just Like in the Movies, regia di Mark Halliday e Bram Towbin (1992)
- Generazioni (Star Trek: Generations), regia di David Carson (1994)
- Speed, regia di Jan de Bont (1994)
- Una gorilla per amica (Born to Be Wild), regia di John Gray (1995)
- Twister, regia di Jan de Bont (1996)
- Walking to the Waterline, regia di Matt Mulhern (1998)
- Everything Put Together (Tutto sommato) (Everything Put Together), regia di Marc Forster (2000)
- Endsville, regia di Steven Cantor (2000)
- Una scatenata dozzina (Cheaper by the Dozen), regia di Shawn Levy (2003)
- Exact Fare, regia di George Nicholas – cortometraggio (2005)
- Star Trek: Of Gods and Men, regia di Tim Russ (2007)
- Kickin It Old Skool, regia di Harvey Glazer (2007)
- Goodbye Baby, regia di Daniel Schechter (2007)
- Ghost Town, regia di David Koepp (2008)
- E venne il giorno (The Happening), regia di M. Night Shyamalan (2008)
- InAlienable, regia di Robert Dyke (2008)
- Eavesdrop, regia di Matthew Miele (2008)
- Una notte con Beth Cooper (I Love You, Beth Cooper), regia di Chris Columbus (2009)
- Misure straordinarie (Extraordinary Measures), regia di Tom Vaughan (2010)
- War Machine, regia di David Michôd (2017)
- Truffatori in erba (Gringo), regia di Nash Edgerton (2018)
- Sierra Burgess è una sfigata (Sierra Burgess Is a Loser), regia di Ian Samuels (2018)
- Captive State, regia di Rupert Wyatt (2019)
- Freaky, regia di Christopher Landon (2020)

### Televisione
- Hard Knox, regia di Peter Werner – film TV (1984)
- First Steps, regia di Sheldon Larry – film TV (1985)
- Fotogrammi di guerra (Shooter), regia di Gary Nelson – film TV (1988)
- Teddy Z (The Famous Teddy Z) – serie TV episodio 1x08 (1989)
- ABC TGIF – serie TV (1989)
- Going Places – serie TV, 19 episodi (1990-1991)
- The Edge – serie TV, 13 episodi (1992-1993)
- La famiglia Brock (Picket Fences) – serie TV episodio 2x03 (1993)
- I racconti della cripta (Tales from the Crypt) – serie TV episodio 5x11 (1993)
- Daddy's Girls – serie TV episodi 1x01-1x02-1x03 (1994)
- Muscle – serie TV, 13 episodi (1995)
- Innamorati pazzi (Mad About You) – serie TV, 4 episodi (1995-1996)
- Oltre i limiti (The Outer Limits) – serie TV episodio 2x03 (1996)
- Spin City – serie TV, 145 episodi (1996-2002)
- Dalla Terra alla Luna (From the Earth to the Moon) – miniserie TV, episodio 5 (1998)
- Il piccolo capo indiano (The Ransom of Red Chief) – film TV, regia di Bob Clark (1998)
- Scrubs - Medici ai primi ferri (Scrubs) – serie TV episodio 2x09 (2002)
- Queens Supreme – serie TV episodio 1x12 (2003)
- Don't Ask, regia di Lev L. Spiro (2005)
- Stella – serie TV episodio 1x04 (2005)
- Stargate Atlantis – serie TV episodio 3x06 (2006)
- Medium – serie TV episodio 3x13 (2007)
- The Bronx Is Burning – serie TV, 8 episodi (2007)
- Ghost Whisperer - Presenze (Ghost Whisperer) – serie TV episodio 3x08 (2007)
- Greek - La confraternita (Greek) – serie TV, 6 episodi (2007-2011)
- Eureka – serie TV episodio 3x03 (2008)
- Boston Legal – serie TV episodio 5x09 (2008)
- Psych – serie TV, episodi 3x08-8x03 (2008-2014)
- Cougar Town – serie TV episodio 1x08 (2009)
- FlashForward – serie TV episodio 1x02 (2009)
- Ruby & the Rockits – serie TV episodio 1x07 (2009)
- CSI: Miami – serie TV episodio 8x12 (2010)
- Justified – serie TV episodio 1x04 (2010)
- Le regole dell'amore (Rules of Engagement) – serie TV episodio 4x05 (2010)
- Numb3rs – serie TV episodio 6x15 (2010)
- CSI: Scena del crimine (CSI: Crime Scene Investigation) – serie TV episodio 10x14 (2010)
- Persone sconosciute (Persons Unknown) – serie TV, 13 episodi (2010)
- NCIS: Los Angeles – serie TV episodio 2x03 (2010)
- Fringe – serie TV, episodio 3x16 (2011)
- Hawaii Five-0 – serie TV, episodio 3x07 (2012)
- A passo di danza (Bunheads) – serie TV, episodi 1x01-1x10-1x11 (2012-2013)
- Hot in Cleveland – serie TV, episodio 4x07 (2013)
- Burn Notice - Duro a morire (Burn Notice) – serie TV, episodio 7x13 (2013)
- Masters of Sex – serie TV, episodi 1x06-1x07 (2013)
- NCIS - Unità anticrimine (NCIS) – serie TV, episodio 11x09 (2013)
- Super Fun Night – serie TV, episodio 1x09 (2013)
- Intelligence – serie TV, episodio 1x09 (2014)
- Mamma in un istante (Instant Mom) – serie TV, episodio 2x05 (2014)
- Hindsight – serie TV, episodio 1x05 (2015)
- Major Crimes – serie TV, episodio 4x08 (2015)
- The Middle – serie TV, episodi 7x12-7x14 (2016)
- Come sopravvivere alla vita dopo la laurea (Cooper Barrett's Guide to Surviving Life) – serie TV, episodio 1x10 (2016)
- The Catch – serie TV, episodi 1x03-1x09 (2016)
- The Exorcist – serie TV, 10 episodi (2016)
- Dirty John – serie TV, episodio 1x06 (2018)
- Succession – serie TV, 39 episodi (2018-2023)
- Giorno per giorno (One Day at a Time) – serie TV, episodio 3x10 (2019)
- The Dropout – miniserie TV, episodi 4-5 (2022)

## Doppiatori italiani
Nelle versioni in italiano delle opere in cui ha recitato Alan Ruck è stato doppiato da:
- Sergio Lucchetti in Burn Notice - Duro a morire, The Middle, Captive State, Freaky
- Mauro Gravina in Una pazza giornata di vacanza, Persone sconosciute, Psych (ep. 3x08)
- Stefano Mondini in Young Guns II - La leggenda di Billy the Kid, Fringe, The Exorcist
- Fabrizio Pucci in Hawaii Five-0, Justified, NCIS - Unità anticrimine
- Antonio Sanna in Generazioni, Misure straordinarie
- Claudio Moneta in Spin City (st. 2-6), Truffatori in erba
- Stefano Thermes in The Dropout, The Burial - Il caso O'Keefe
- Vittorio De Angelis in I maledetti di Broadway
- Massimo Rossi in In fuga per tre
- Enrico Di Troia in Speed
- Oreste Baldini in Twister
- Sergio Luzi in Spin City (st. 1)
- Carlo Cosolo in Scrubs - Medici ai primi ferri
- Davide Marzi in CSI - Scena del crimine
- Sergio Di Stefano in CSI: Miami
- Sergio Di Giulio in Ghost Whisperer - Presenze
- Edoardo Nordio in Psych (ep. 8x03)
- Mario Cordova in E venne il giorno
- Alessio Cigliano in Una notte con Beth Cooper
- Gianni Giuliano in NCIS: Los Angeles
- Roberto Chevalier in Major Crimes
- Edoardo Siravo in The Catch
- Ambrogio Colombo in War Machine
- Stefano Santerini in Sierra Burgess è una sfigata
- Fabrizio Temperini in Succession
- Pasquale Anselmo in Elsbeth